# Bhaišadžjaguru
Bhaišadžjaguru (skt. Bhaiṣajyaguru; čínsky =藥師佛 Yáoshí fó; jap. 薬師如来, Jakuši Njorai; tib. སངས་རྒྱས་སྨན་བླ། Sangye Menla; viet. Phật Dược Sư Lưu Li Quang, česky „Mistr medicíny“) je pojem, který v mahajánovém a vadžrajánovém buddhismu označuje jednoho z buddhů. Je též meditační aspekt. Časté delší jméno Bhaišadžjagurubuddha bývá překládáno jako „Buddha medicíny“, „Buddha léčitel“, „uzdravitel“, „hojitel“ apod., ale celé jeho jméno zní „Bhaišadžja-guru-vaidurja-prabhá-rádža“ („Mistr medicíny a král světla Lapis Lazuli“).
Podle vadžrajánových nauk a sútry Buddhy Šákjamuniho, Buddha medicíny vládne východní čisté krajině „Lapis Lazuli“. Tato krajina je nepředstavitelně čistá, není tam známo slovo utrpení. Země je vytvořena z „Lapis Lazuli“ a cesty jsou vyznačeny zlatem. Paláce a pavilóny jsou vytvořeny ze sedmi cenných substancí, tato krajina je podobná čisté zemi Déwačhen. Krajina „Lapis Lazuli“ má dva hlavní bódhisattvy – Všepronikající vyzařování slunce a Všepronikající vyzařování měsíce. 
Když Buddha medicíny poprvé vkročil na cestu bódhisattvy složil dvanáct slibů, aby umožnil všem bytostem najít to, co hledají. Buddha medicíny neočišťuje jen od nemocí, ale i od základní nevědomosti, jejíž odstranění umožňuje prožít plné osvícení. Podle buddhistického učení jsou základem všech nemocí tři jedy mysli (nevědomost, hněv a připoutanost).

## Ikonografie
Buddha medicíny má tmavě modrou barvu kamene Lapis lazuli. V pravé ruce drží v gestu nejvyšší štědrosti rostlinu Arura s plodem (myrobalan), levou ruku mívá v gestu meditace, která reprezentuje vyeliminování kořene nemocí a utrpení, přes realizaci dosažení absolutní pravdy a drží v ní žebrací misku s nektarem dlouhého života. Sedí v plné meditační pozici.

## Původ
Podle mahajánového buddhismu byl Buddha medicíny před tím, než dosáhl probuzení, přes mnoho životů bódhisattva, který nejprve přijal buddhistické útočiště a poté přijal sliby bódhisattvy. Kráčel podle nauk dharmy tak, jak to činili buddhové před Gautama Buddhou. Díky svým slibům bódhisattvy manifestuje uzdravující sílu všech buddhů.

## Sútra
Podle sútry Bhaišadžjagurubuddhy, která se jmenuje: Sútra zásluh základních slibů mistra uzdravování, tathagáty vyzařujícího lapis lazuli , když Bhaišadžjaguru dosáhl stavu buddhy, díky moci svých základních slibů, pohroužil se v "sámadhi rozprašující utrpení všech bytostí ". Když Buddha vkročil v toto sámadhi z čela se rozzářilo světlo a rozezněla se velká Dháraní:

## Velká Dháraní

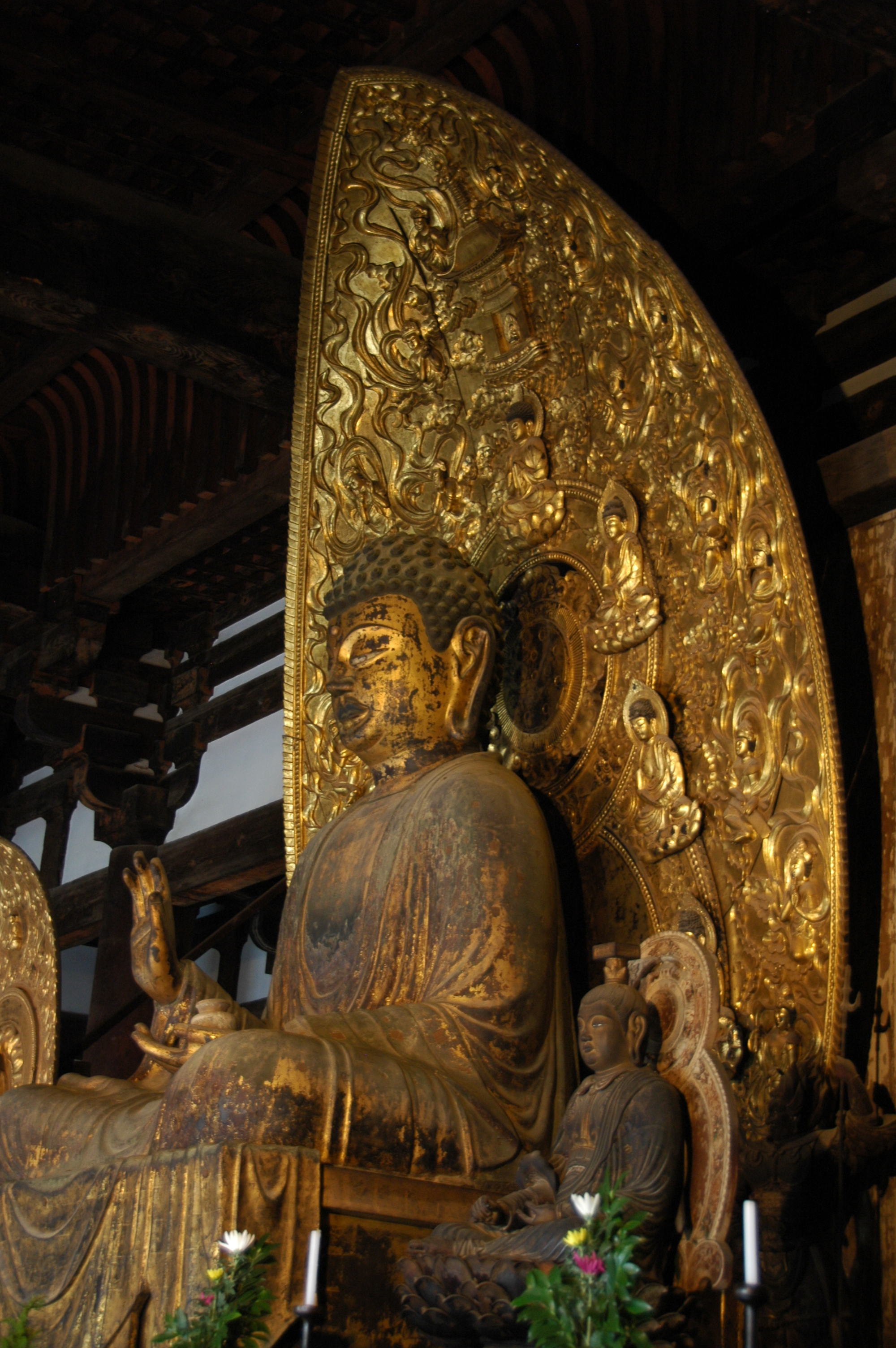
Socha v japonském chrámu Kófukudži

Existuje několik Dháraní Bhaišadžjagurubuddhy.
Dlouhá verze v sanskrtu:
namo bhagavate bhaiṣajyaguru vaidūryaprabharājāya tathāgatāya arhate samyaksambuddhāya tadyathā: oṃ bhaiṣajye bhaiṣajye bhaiṣajya-samudgate svāhā
Další verze:
oṃ namo bhagavate bhaiṣajyaguru vaidūryaprabharājāya tathāgatāya arhate samyaksambuddhāya tadyathā: oṃ bhaiṣajye bhaiṣajye mahābhaiṣajye bhaiṣajye rāja samudgate svāhā
Tibetská verze dlouhé Dháraní:
oṃ nah moe bah-ga-va-tay bye-saya-guru vye-dur-yah proba-raja-yah, tata-gata-yah, arh-ha-tay, sam-yak-sam buddha-yah tay-ya-tah om bay-kah-jay bay-ka-jay mah-hah bay-kah-jay bay-ka-jay rah-jah sah-moo-gah-tay, so-hah

Čínská verze dlouhé Dháraní:
南無薄伽伐帝。鞞殺社。窶嚕薜琉璃。鉢喇婆。喝囉闍也。怛陀揭多耶。阿囉訶帝。三藐三勃陀耶。怛姪他。唵。"鞞殺逝。鞞殺逝。鞞殺社。"三沒揭帝。娑訶。
Námó báo jiā fá dì. Bǐng shā shè. Jù lǔ bì liúlí. Bō lǎ pó. Hē luō dū yě. Dá tuó jiē duō yé. Ā luō hē dì. Sān miǎo sān bó tuó yé. Dá zhí tā. Ǎn."Bǐng shā shì. Bǐng shā shì. Bǐng shā shè."Sān méi jiē dì. Suō hē.

Krátká verze Dháraní a (její esence mantra):
(tadyathā) oṃ bhaiṣajye bhaiṣajye mahābhaiṣajye bhaiṣajye rāja samudgate svāhā
Tibetská krátká verze Dháraní a (její esence mantra):
(tey-yah-tah) oṃ, beck-ahn-zay beck-ahn-zay, mah-hah beck-ahn-zay, rod-zah sah-moo-gah-tay, so-hah!
Podle buddhistických nauk nás meditace na Bhaišadžjagurubuddhu, učení jeho sútry a recitování jeho Dháraní a mantry osvobozují od nemocí a základní nevědomosti a vedou k dosažení stavu Buddhy.